# Безнапорный поток
Безнапорный поток, самотёк (англ. gravity flow, free water; нем. Freispiegelfluss m, druckloser Selbstfluss m, Fliessen n durch Eigengefälle) – поток, имеющий место при безнапорном движении – движется без напора, то есть под действием собственного веса, не заполняя весь объём трубы, туннеля. 
При нефтедобыче безнапорный поток — это такой поток, пъезометрическая линия которого сходится со свободной поверхностью потока, то есть расположена ниже верхней границы продуктивного пласта. Безнапорный поток может быть открытым или закрытым.

## Характеристики потока
К основным характеристикам  потока относят: 
- площадь поперечного сечения F, м2;
- смоченный периметр – линия, по которой поперечное сечение потока контактирует со стенками русла, ограничивающего поток, χ, м;
- гидравлический радиус R = F/ χ, м.